# 片山伯耆流
片山伯耆流（かたやまほうきりゅう）は、片山久安（片山伯耆守）を流祖とする居合と剣術の流派。片山家では片山流、一貫流と称しており、片山伯耆流と名乗ったことはないが、他の地域では片山伯耆流あるいは伯耆流と呼ばれていた。「磯波」を重要な理念とする。（同名の技もある）
片山久安は、伯父の松庵より秘剣を伝授され、京都の愛宕神社で「貫」の一字の啓示を受け、流派を開いたと伝えられる。
宗家の片山家では居合（剣術を含む）と小具足（柔術）を伝えていたが、片山家が仕えた岩国藩と、その隣の長州藩以外の地域では、居合のみの内容であることが多かった。
1944年（昭和19年）第8代宗家・片山武助は流儀の伝承を断念した。現在、伝承されているものは岩国藩・長州藩以外の地域で伝承されてきた系統である。
現在広く行われている熊本藩系の伯耆流星野派は、熊本藩の居合師家である星野家の星野実員（星野角右衛門）が僅か数日であるが宗家である片山家に武者修行に赴き、その後も実員の養子・星野実寿（星野龍介）も片山家を訪れて修行し目録を授けられたことにより、それ以前より熊本藩に伝わっていた伯耆流熊谷派など（正確には複数派が存在）に独自の形を採り入れ、現在に至っているものである。よって星野派は、伯耆流系の中で時代の最も新しい流派としても認識されている。
現在の伯耆流星野派では表の抜き6本、中段の抜き9本のみを演武で公開しているが、それらを学んだ後に、表五箇条から始まる片山家で教えられていた内容を学ぶことになっている。
現在、伯耆流柔術を称する流派があるが、これは片山伯耆流の小具足術を絵目録によって現代に復元したものである。岩国系の内容なので「片山流」と称すべきだが、伯耆流居合が普及していることから、他地域での名称である「伯耆流」を称した。のちに片山家の子孫の許可を得た。